# Huasca de Ocampo
Esta página se refiere a una localidad. Para el municipio homónimo, véase Municipio de Huasca de Ocampo
Huasca, oficialmente llamada Huasca de Ocampo, es una localidad cabecera del municipio de Huasca de Ocampo, en el estado de Hidalgo, México. Se localiza a aproximadamente 34 km de la ciudad de Pachuca de Soto y a 16 km de Mineral del Monte, en la sierra de Pachuca.

## Toponimia
El nombre original del poblado es “Huascazaloya”, proviene de la lengua náhuatl, que significa “Lugar de regocijo o alegría”. El apéndice "de Ocampo" se adoptó en honor de Melchor Ocampo, que vivió brevemente en la mitad del siglo XIX.

## Historia

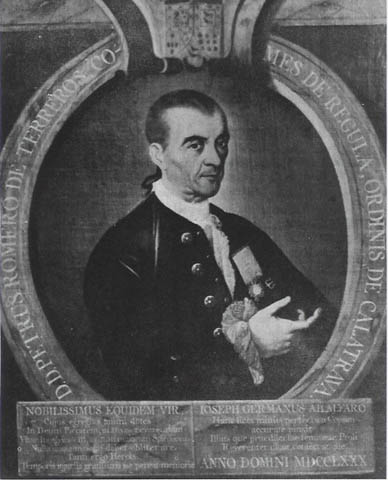
Pedro Romero de Terreros.

Primer registro de la zona sólo se extienden hasta el período colonial. El área estuvo bajo la encomienda de la familia de Diego de Paz, que se centraron en Atotonilco el Grande a partir de 1558. A finales del siglo XVI, la zona fue reconocida la República de Indios, es decir que los pueblos indígenas de esta zona tenían un cierto grado de autonomía de los españoles. En el siglo XVII, la encomienda se dividió y las tierras alrededor de la República de Indios se convirtieron en haciendas.
El pueblo de Huasca se estableció entre 1760 y 1780 con Pedro Romero de Terreros, primer conde de Regla, y la producción minera que se desarrolló. Romero estableció cuatro haciendas mineras, las más grandes son San Miguel Regla y Santa María Regla. Esto terminaría después de la muerte de este conde en 1781 debido a una mala gestión. A mediados del siglo XIX, muchos de los edificios estaban en ruinas.
Las haciendas de la zona fueron divididas, con gran parte de la tierra convirtiéndose en ejidos o tierras de comunidad por los poblados rurales. En la última parte del siglo XX, los principales edificios de Santa María Regla y San Miguel Regla se convirtieron en lujosos hoteles y resorts. La Hacienda San Antonio Regla está casi completamente bajo el agua debido a una de las muchas presas que se han construido para almacenar agua y para proporcionar la electricidad.
El 5 de octubre de 2001 Huasca de Ocampo fue el primer pueblo en México y en el estado de Hidalgo en ser parte del programa federal Pueblos Mágicos.

## Geografía
Se localiza al centro del estado de Hidalgo, entre los paralelos 20°12'13” de latitud norte, a los 99°34'35" de longitud oeste, con una altitud de 2089 metros sobre el nivel del mar. Cuenta con un clima templado semifrío, con una temperatura media anual de 15 °C y una precipitación pluvial anual de 500 a 1200 milímetros.
El pueblo de Huasca se encuentra en el borde noreste de la Sierra de Pachuca, donde se reúnen en el extremo oeste del valle de Tulancingo. La ciudad está rodeada por picos cubiertos de vegetación baja. Al salir de la ciudad hacia el este, el paisaje se abre hacia el valle.
| Parámetros climáticos promedio de Huasca de Ocampo | Parámetros climáticos promedio de Huasca de Ocampo | Parámetros climáticos promedio de Huasca de Ocampo | Parámetros climáticos promedio de Huasca de Ocampo | Parámetros climáticos promedio de Huasca de Ocampo | Parámetros climáticos promedio de Huasca de Ocampo | Parámetros climáticos promedio de Huasca de Ocampo | Parámetros climáticos promedio de Huasca de Ocampo | Parámetros climáticos promedio de Huasca de Ocampo | Parámetros climáticos promedio de Huasca de Ocampo | Parámetros climáticos promedio de Huasca de Ocampo | Parámetros climáticos promedio de Huasca de Ocampo | Parámetros climáticos promedio de Huasca de Ocampo | Parámetros climáticos promedio de Huasca de Ocampo |
| Mes                                                | Ene.                                               | Feb.                                               | Mar.                                               | Abr.                                               | May.                                               | Jun.                                               | Jul.                                               | Ago.                                               | Sep.                                               | Oct.                                               | Nov.                                               | Dic.                                               | Anual                                              |
| -------------------------------------------------- | -------------------------------------------------- | -------------------------------------------------- | -------------------------------------------------- | -------------------------------------------------- | -------------------------------------------------- | -------------------------------------------------- | -------------------------------------------------- | -------------------------------------------------- | -------------------------------------------------- | -------------------------------------------------- | -------------------------------------------------- | -------------------------------------------------- | -------------------------------------------------- |
| Temp. máx. abs. (°C)                               | 31.0                                               | 31.0                                               | 32.5                                               | 34.0                                               | 35.0                                               | 34.0                                               | 29.0                                               | 32.0                                               | 27.0                                               | 29.0                                               | 29.0                                               | 29.0                                               | 35.0                                               |
| Temp. máx. media (°C)                              | 21.0                                               | 22.4                                               | 25.0                                               | 26.5                                               | 26.7                                               | 24.3                                               | 22.5                                               | 22.9                                               | 21.9                                               | 21.4                                               | 21.5                                               | 21.3                                               | 23.1                                               |
| Temp. media (°C)                                   | 12.2                                               | 13.4                                               | 15.8                                               | 17.4                                               | 18.2                                               | 17.3                                               | 16.0                                               | 16.0                                               | 15.7                                               | 14.3                                               | 13.3                                               | 12.5                                               | 15.2                                               |
| Temp. mín. media (°C)                              | 3.5                                                | 4.4                                                | 6.6                                                | 8.3                                                | 9.7                                                | 10.3                                               | 9.6                                                | 9.2                                                | 9.5                                                | 7.1                                                | 5.0                                                | 3.8                                                | 7.3                                                |
| Temp. mín. abs. (°C)                               | -7.0                                               | -6.0                                               | -5.0                                               | -0.0                                               | 2.0                                                | 4.0                                                | 2.0                                                | 3.0                                                | 0.0                                                | -3.0                                               | -7.0                                               | -7.0                                               | -7.0                                               |
| Precipitación total (mm)                           | 12.7                                               | 13.1                                               | 12.3                                               | 40.0                                               | 70.6                                               | 130.0                                              | 126.9                                              | 119.4                                              | 163.1                                              | 85.7                                               | 18.6                                               | 7.2                                                | 799.6                                              |
| Días de lluvias (≥ 0.1)                            | 2.8                                                | 2.8                                                | 3.0                                                | 6.6                                                | 9.6                                                | 12.8                                               | 13.9                                               | 13.4                                               | 15.7                                               | 10.7                                               | 4.5                                                | 1.9                                                | 97.7                                               |
| Fuente: Servicio Meteorológico Nacional. 2015      |                                                    |                                                    |                                                    |                                                    |                                                    |                                                    |                                                    |                                                    |                                                    |                                                    |                                                    |                                                    |                                                    |

## Demografía
En 2010 registró una población de 538 personas, lo que corresponde al 3.13% de la población municipal. De los cuales 279 son hombres y 259 son mujeres. Tiene 138 viviendas particulares habitadas, un grado de marginación de la localidad muy bajo y un grado de rezago social de la localidad muy bajo.
El centro de la ciudad es estrecho lleno de casas y otros edificios hechos con piedra arenisca blanca y techos a dos aguas, cubiertos de rojo laminado (de metal o plástico) o de tejas de arcilla roja. Esto es común en las zonas mineras más antiguas de Hidalgo donde la lluvia es frecuente. Algunas de las estructuras están decorados con piedras de río, las calles de la ciudad están pavimentadas.

## Arquitectura

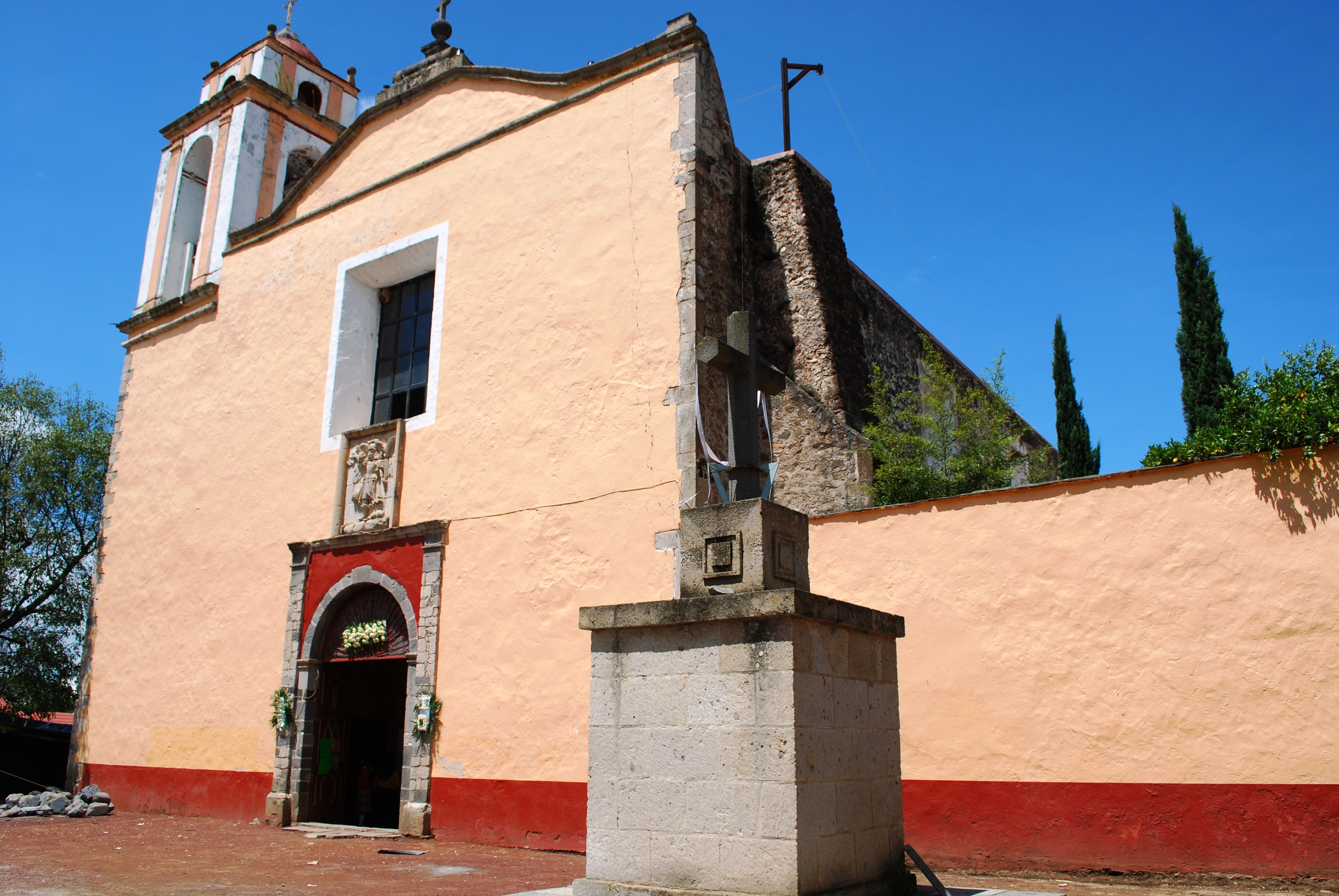
Parroquia de Juan el Bautista.

### Parroquia de Juan el Bautista
El centro de la ciudad es la iglesia, muchos piensan que la iglesia está dedicada al Arcángel San Miguel, debido al relieve tallado sobre el portal principal, pero en realidad está dedicada a Juan el Bautista. Esta iglesia fue fundada en los años 1500 por los agustinos del monasterio de Atotonilco el Grande. El relieve del portal principal fue donado por Pedro Romero de Terreros que era un devoto del arcángel. Los altares laterales interiores son de madera y se supone que son del siglo XVIII. Uno es barroco en el estilo pero falta columnas. Contiene una gran pintura del Arcángel Miguel representada con dos santos franciscanos ayudándolo con las almas atrapadas en el Purgatorio. Los altares del otro lado están son más tradicionales de estilo barroco.
La fiesta de San Juan Bautista se lleva a cabo el 24 de junio de cada año. El evento se celebra con misas, charreadas, carreras de caballos, peleas de gallos, eventos deportivos, fuegos artificiales y danzas folklóricas.

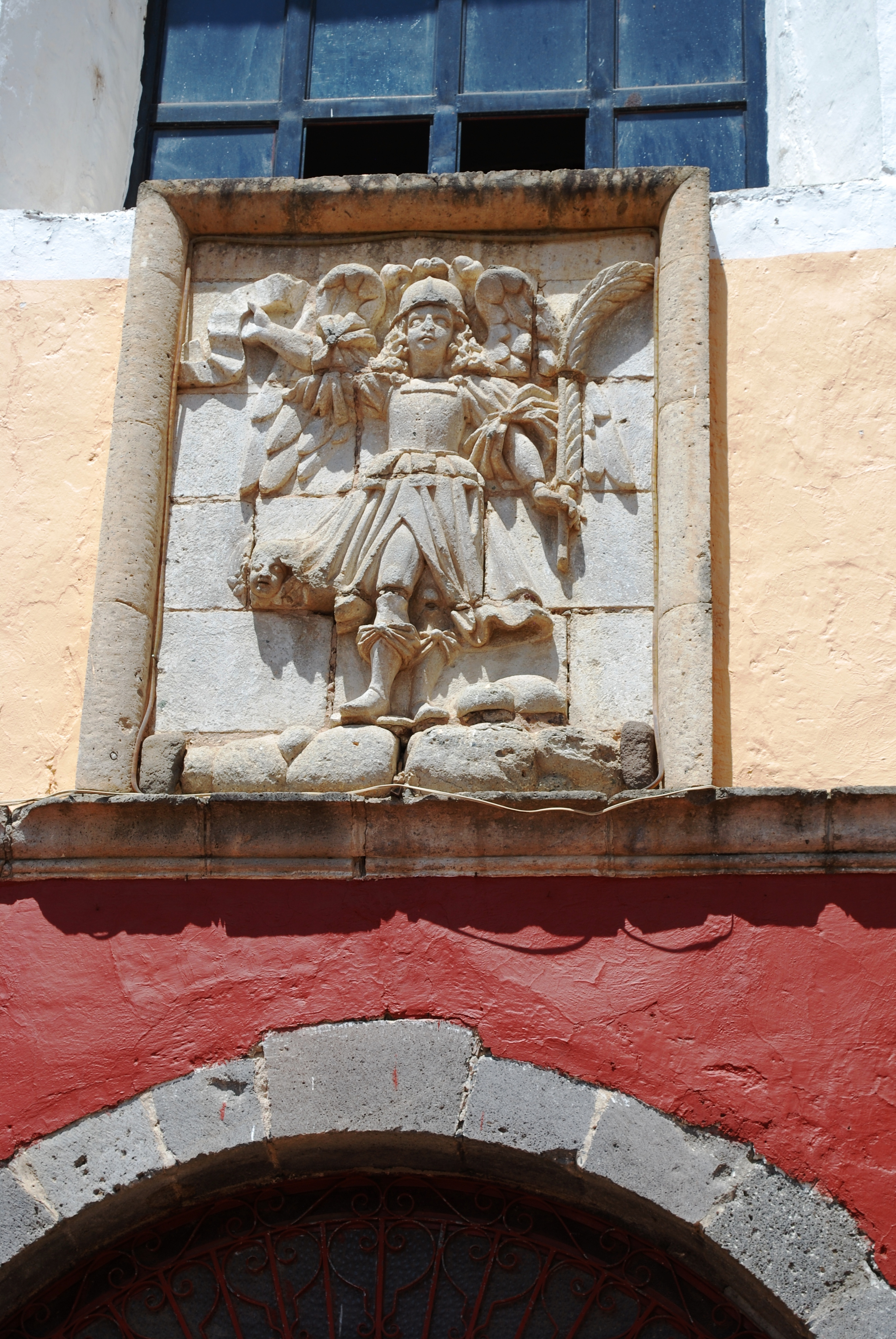
Relieve tallado sobre el portal principal dedicado al Arcángel San Miguel.
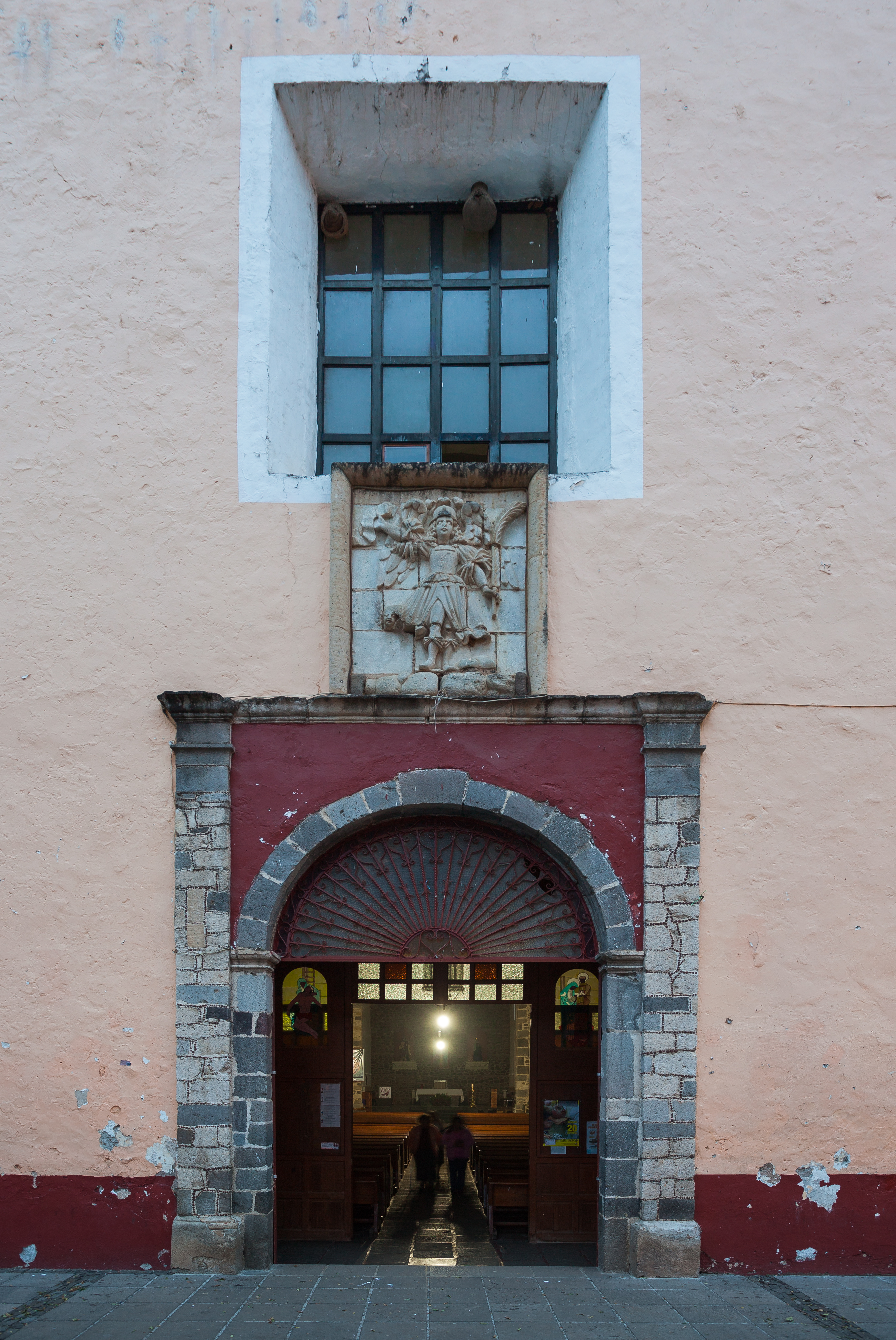
Entrada
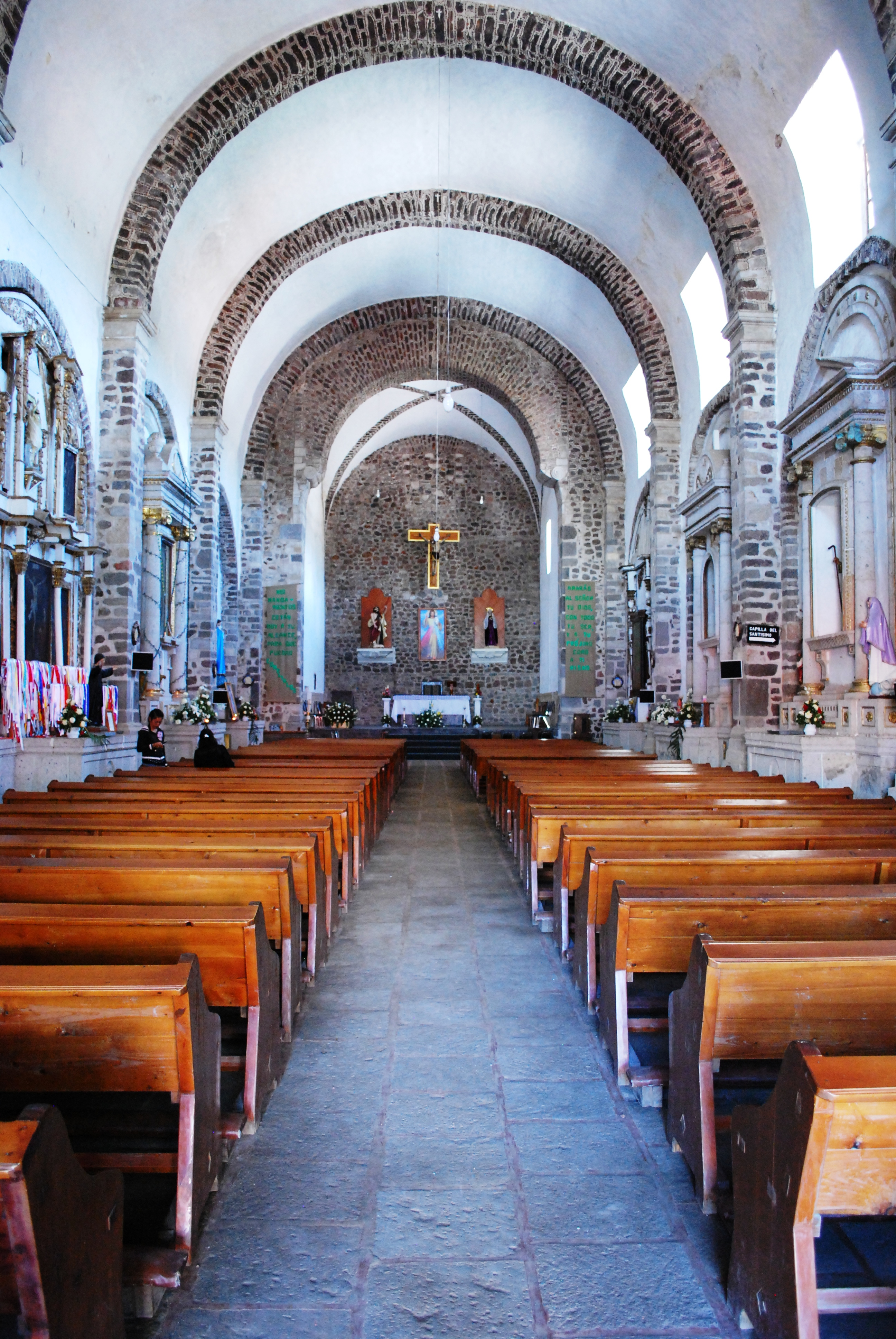
Interior de la Iglesia.
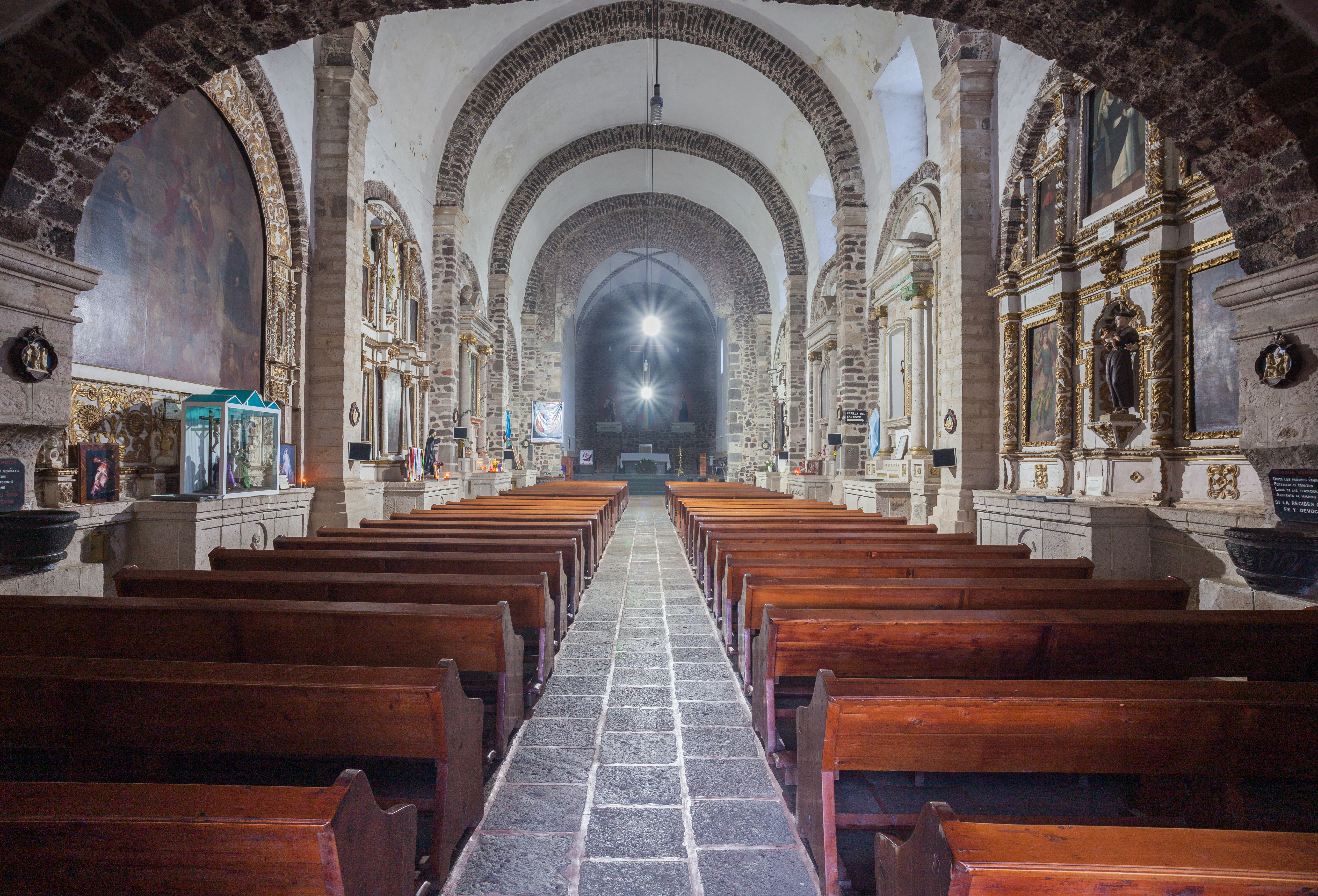
Interior con las puertas cerradas
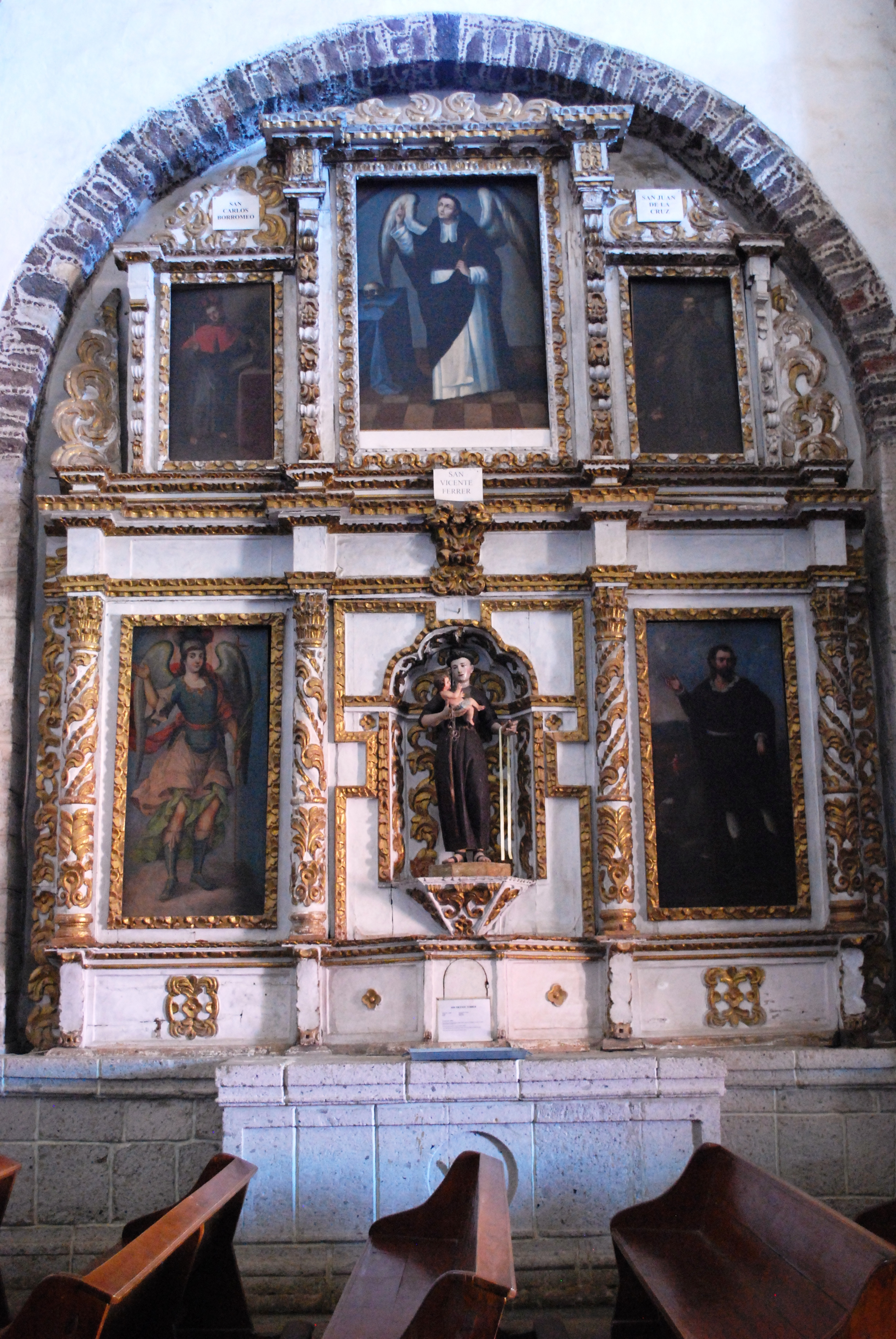
Altares laterales interiores.
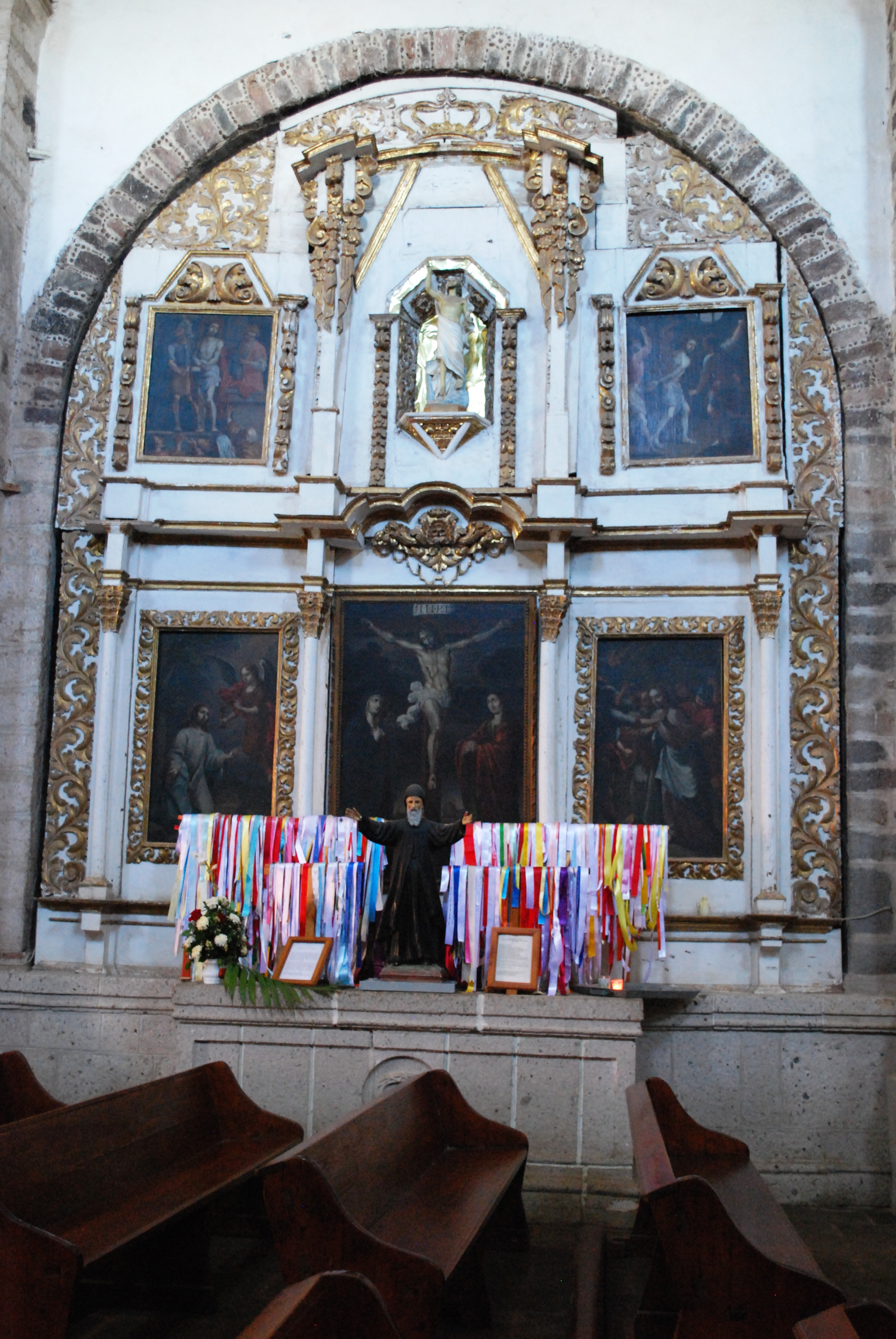
Altares laterales interiores.

## Educación
La ciudad tiene como base al Jardín de Niños "Vicente Guerrero", como primaria esta la Escuela Primaria Melchor Ocampo y Escuela Primaria Gral. José María Pino Suárez, como nivel básico Escuela Secundaria General "Teodomiro Manzano Campero" para finalizar con nivel medio superior COBAEH (Colegio de Bachilleres del Estado de Hidalgo).